# آيت أيوب (تامتتوشت)
آيت أيوب هو دُوَّار يقع بجماعة آيت هاني، إقليم تنغير، جهة درعة تافيلالت في المملكة المغربية. ينتمي الدوّار لمشيخة تامتتوشت التي تضم 6 دواوير. يقدر عدد سكانه بـ 510 نسمة حسب الإحصاء الرسمي للسكان والسكنى لسنة 2004.

## وصلات خارجية
- البوابة الوطنية للجماعات الترابية
- المندوبية السامية للتخطيط